# 宅地法

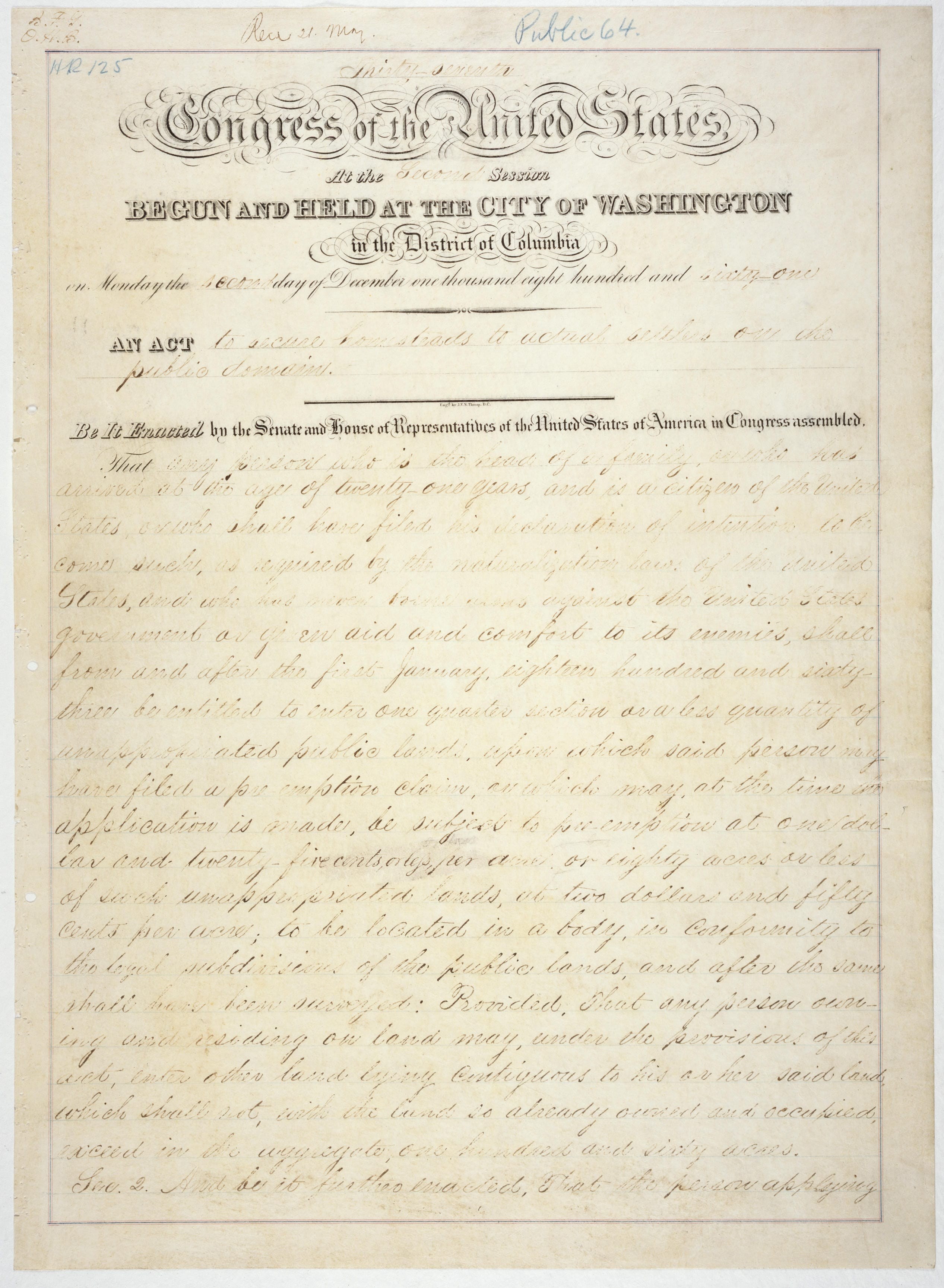

《宅地法》（Homestead Acts），又译《份地法》、《移居法》，是1862年美国联邦政府颁布的针对农业发展，以很低的价格转让或无偿分配国有土地給開墾荒地者的一系列法案。仅这一系列法案中的第一部，1862年宅地法，就开拓了数百万英亩土地。宅地法案的终止时间是1976年，阿拉斯加州是唯一特例，1986年终止。

## 历史进程
- 美国独立后，联邦政府逐漸向西部推進，对取得的西部土地先实行国有化，并决定按地段分块出售，以增加政府的收入，偿还国债和满足土地投机者的要求。但出售的土地单位，通常是面积大、价格高，西部移民无力购买，因而北方人展开了长期争取无偿分配土地的斗争。這邊來講，可以分為北方人（Northerner）想要个体农民拥有并运作自己的农场，而南方的奴隶主则想要大块的土地并使用奴隶来劳作的模式。
- 因而被否决的1860年的宅地法案：如上所述，南部奴隶主因此一直反对实施宅地法案。本來1860年的宅地法案在众议院一度获得通过，但最终被当时的民主党总统詹姆斯·布坎南否决。
- 1861年，在南方诸州从联邦分裂之后，宅地法案在没有南方代表的国会中，获得通过，并在1862年5月20日被林肯总统签署成为法律。[2]
- 1850年的土地赠与法案，适用于俄勒冈地区，包括现在的华盛顿州，俄勒冈州，爱达华州和部分怀俄明州。定居者可以要求320或者640英亩的土地。1850年到1854年间，这些土地是免费的。此后，价格为每英亩1.25美元，直到该法案在1855年废止。

## 要求和实施
- 1860年《宅地法》规定，凡一家之家长或年满21岁、从未参加叛乱之合众国民众，在宣誓获得土地是为了垦殖目的并缴纳10美元费用后，均可登记领取总数不超过160英亩的宅地，登记人在宅地上居住并耕种满5年，就可获得土地执照而成为该宅地的所有者。《宅地法》还规定了一项折偿条款，即如果登记人提出优先购买的申请，可于6个月后，以每英亩1.25美元的价格购买之。这一条款后来被土地投机者所利用。
- 定居者找到他们申请获批地土地，进行界定。他们通常是以家庭为单位执行。同时，也有其它形式的、关系紧密地社团来执行。在宅地范围内为，通常有主要的住房和其它一些建筑。

## 评价
- 《宅地法》在一定程度上满足了西部垦殖农民的土地要求，确立了小农土地所有制，从而为美国农业资本主义的发展创造了有利条件。它的实施也鼓舞了西部农民反对南部奴隶主的斗争，遏制了奴隶制种植园向西扩展。在南北战争中，西部农民为联邦军队输送了半数以上的士兵[來源請求]，并提供了充足的粮食，对北方取得战争的胜利起了重要的作用。[3]